# Sudesh Maniar
Sudesh Keshavlal Maniar ist ein singapurischer Diplomat.

## Werdegang
1996 erhielt Maniar einen Bachelor of Science in Wirtschaftswissenschaften von der London School of Economics and Political Science.
Maniar begann im Februar 1997 für das Außenministerium Singapurs zu arbeiten. Dort war er Direktor für Öffentliche Angelegenheiten, Direktor für Internationale Wirtschaft und stellvertretender Repräsentant Singapurs bei den Vereinten Nationen und der Welthandelsorganisation in Genf. Schließlich hatte er das Amt des Generaldirektors für Australien, Neuseeland und den Pazifik inne.
Von Mai 2007 bis August 2009 war er Direktor für Öffentliche Angelegenheiten in der Asia-Europe Foundation.
Von 2014 bis 2018 war Maniar Botschafter Singapurs in Osttimor. Seinen Amtssitz hatte er in Singapur. 2018 wurde Roland Ng San Tiong neuer Botschafter Singapurs für Osttimor.

## Familie
Maniar ist mit Loo Beng Du verheiratet. Zusammen haben sie eine Tochter.